# Anna Feldhusen

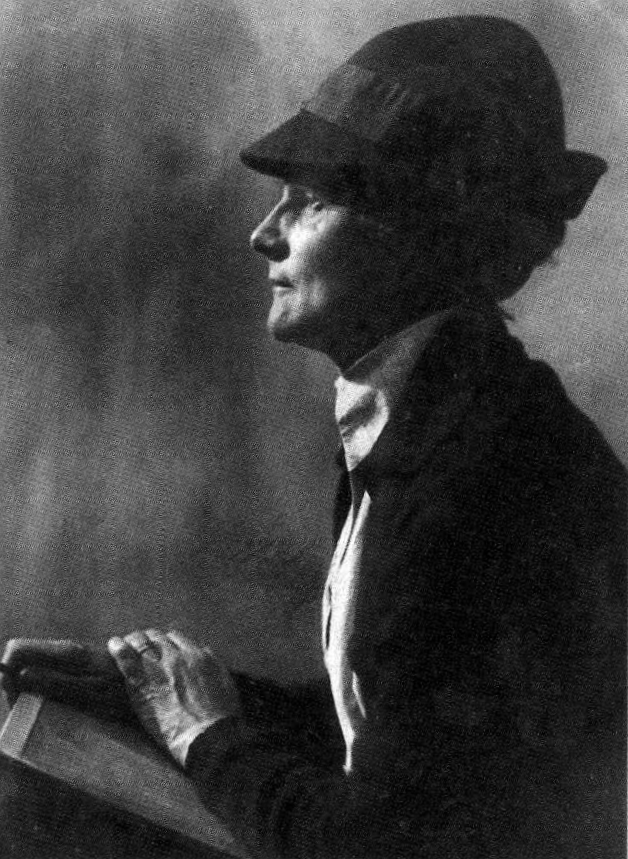
Anna Feldhusen

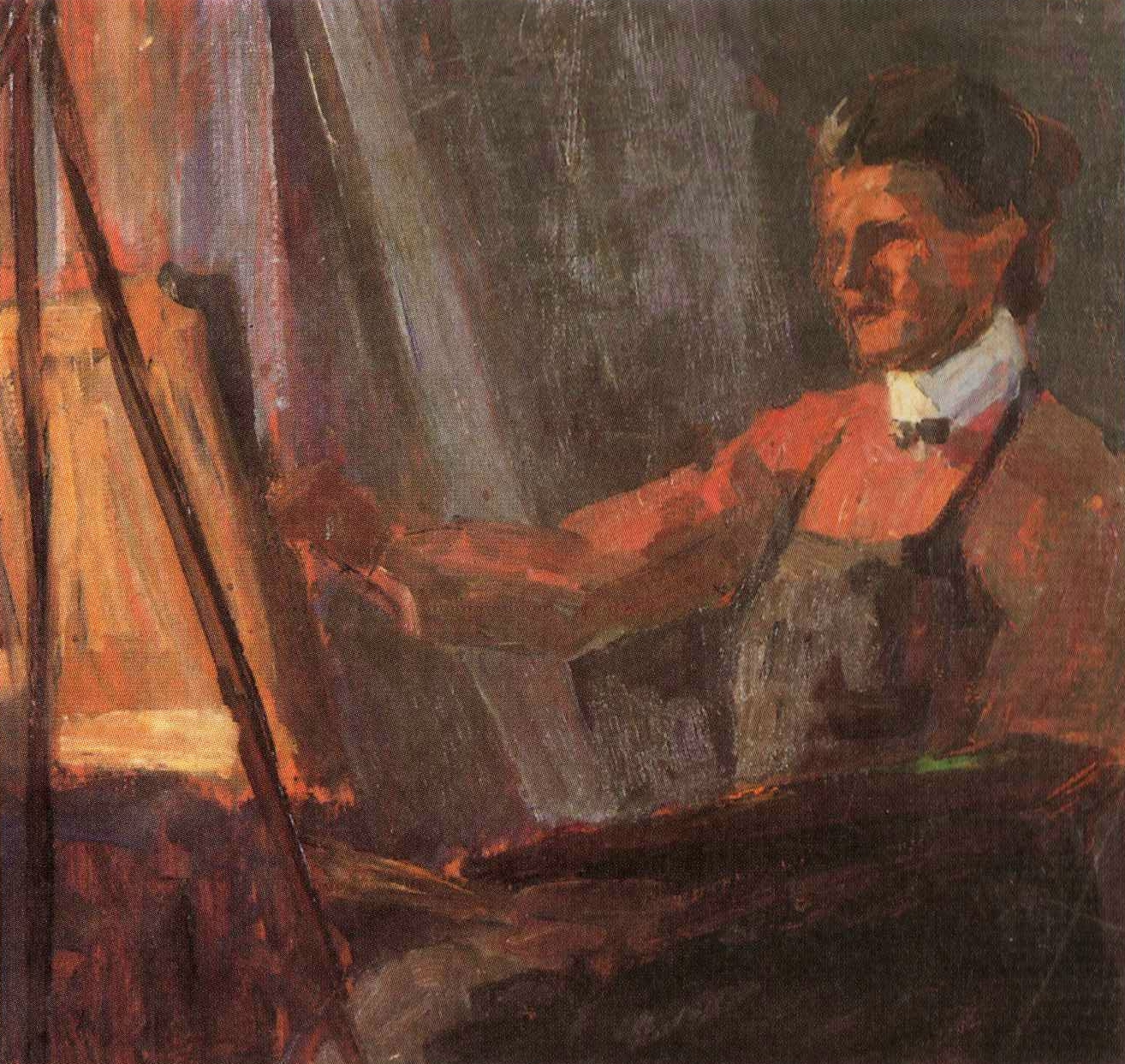
Selbstbildnis 1899

Anna Feldhusen (* 17. November 1867 in Bremen; † 12. Juni 1951 in Bremen) war eine deutsche Malerin und Radiererin.

## Biografie

### Kunstausbildung
Schon als junges Mädchen hatte sich Anna Feldhusen für den Beruf der bildenden Künstlerin entschieden.
Sie ging früh nach München / Dachau zu der Malerin Caroline Kempter (1856–1925) und studierte bei Maximilian Dasio (1865–1954) und Oskar Graf (1870–1955). Dieser Ausbildungsweg galt für eine höhere Tochter des 19. Jahrhunderts als „etwas völlig Unmögliches“. Das mag für die „normale“ bürgerliche Tochter gegolten haben. Die jungen Frauen jedoch, die um ihre künstlerischen Qualitäten wussten, besaßen Mut und Willen, ein anderes „unbürgerliches“ Leben zu wählen. Um eine gute Ausbildung zu bekommen und herausragende Leistungen zu bringen, waren sie bereit, diesen Schritt aus der Sicherheit der gesellschaftlichen Anerkennung zu tun. Das Selbstbildnis der 22-jährigen Anna Feldhusen als Malerin an der Staffelei, 1899, zeugt von dieser Freiheit und ihrem Selbstbewusstsein. Vermutlich erkannte sie selbst ihre Begabung für die Graphik. Sie ging deshalb nach Worpswede zu Fritz Mackensen (1866–1953) und Hans am Ende (1864–1918), um sich dort in der Radierung unterweisen zu lassen. Auch hielt sich Anna Feldhusen in den Sommermonaten regelmäßig in Dötlingen auf und nahm Zeichenunterricht bei Georg Müller vom Siel (1865–1939). In Dötlingen übernachtete sie häufig bei ihrer Malerfreundin Marie Stumpe (1877–1946), deren Mann in Bremen erfolgreicher Tabakimporteur war und nur an den Wochenenden nach Dötlingen in ihr Sommerhaus kam.

### Arbeiten

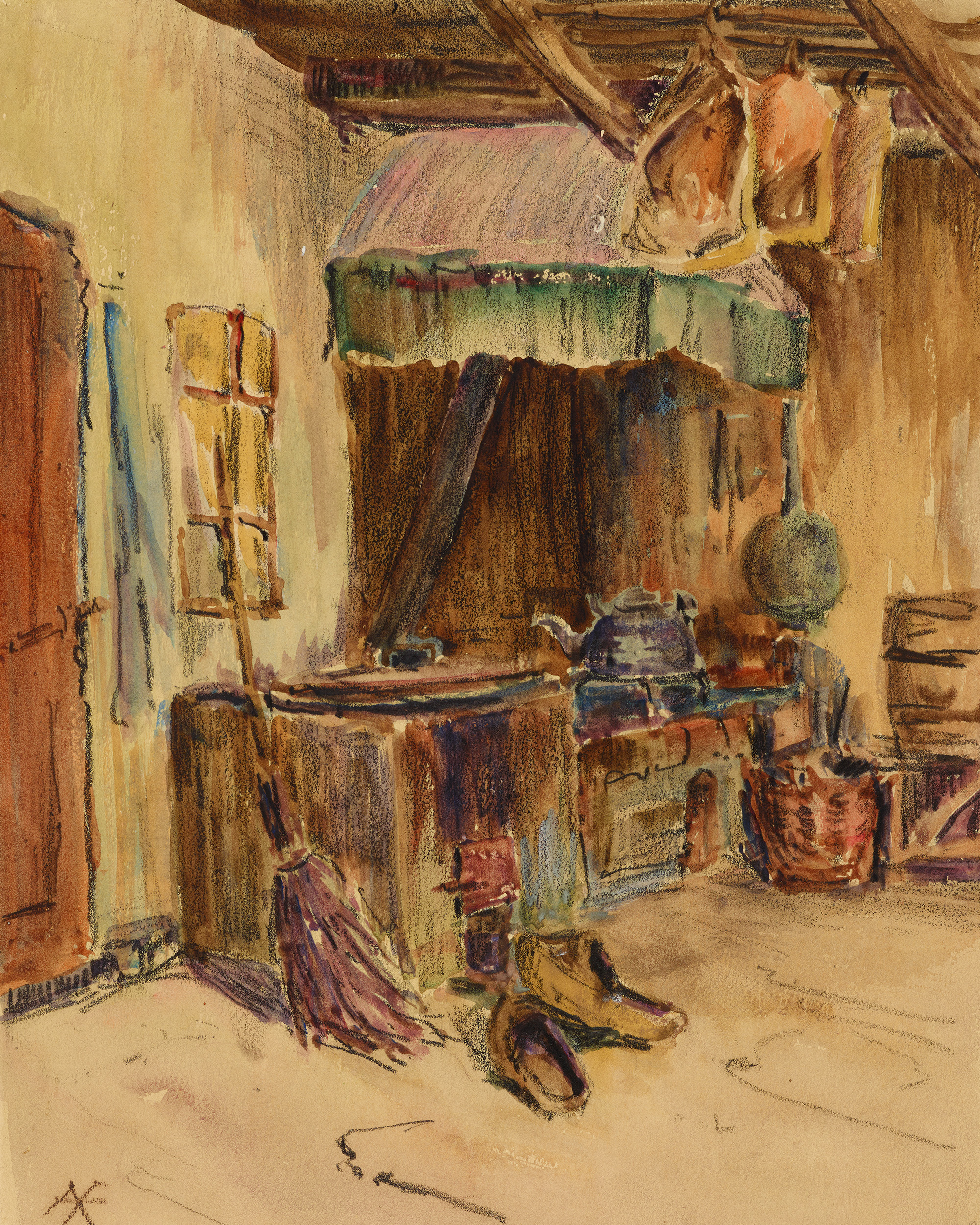
A. Feldhusen: Bremer Bauernküche. 1939. Focke-Museum Bremen

Anna Feldhusen führte ihr Leben lang ein eigenes Atelier. Zusätzlich zu dem Bremer Arbeitsraum behielt sie ihr Atelier in München bei und nutzte in den Wintermonaten die anregende Atmosphäre dieses Ortes. Sie kämpfte direkt und indirekt für die Rechte von Künstlerinnen, indem sie 1902 dem „Bremer Malerinnenverein“, 1922 dem „Bremer Künstlerbund“ und 1929 der GEDOK beitrat. Anna Feldhusen war ebenfalls Mitglied im Bund der Düsseldorfer Künstlerinnen. Sie war für lange Zeit die einzige Malerin, die einen Gewerbeschein als Kunstmalerin beantragte und auch erhielt. Sie signierte ihre Bilder mit dem Hinweis: Bremische Malerin und Graphikerin. Ihre Kunst verkaufte sie bis ins hohe Alter.
Vielen war Anna Feldhusen vom Weihnachtsbasar der Domgemeinde Bremen vertraut, wo man ihre Drucke kaufen konnte. Mehreren Generationen war und ist sie noch mit ihren Heimatansichten in Bremer Schulbüchern im Gedächtnis. Von ihrer hohen Produktivität zeugt u. a. das Kontokorrentbuch der Künstlerpresse in Worpswede. Es weist über 150 Aufträge mit mehr als tausend Blättern aus. Sie beschickte von 1903 bis 1943 regelmäßig Ausstellungen, meist Verkaufsausstellungen, im Graphischen Kabinett der Kunsthalle und in der Kunstschau der Böttgerstraße. Einige ihrer Radierungen wurden in die Vorbildsammlung des Gewerbemuseums aufgenommen. Sie illustrierte Kalender, Zeitschriften und Lesebücher. Ihr Monogramm (Signatur) ist auf der hier abgebildeten "Bauernküche" erkennbar.

### Künstlerkolonie Dachau
„Die Luft ist hier eine rechte Malerluft, das Licht ein wahres Malerlicht!“ meinte der Münchener Kunsthistoriker Wilhelm Hausenstein über das Dachauer Moos. Angezogen vom Flair des Mythischen und Urtümlichen zogen viele Künstler in die idyllische Künstlerkolonie Dachau nördlich von München. Zwischen Torfstechern und Besenbindern entstand hier Deutschlands – nach Worpswede – gefragteste Künstlerkolonie.
Carl Spitzweg, Wilhelm Leibl, Max Liebermann, Emil Nolde und Lovis Corinth sind nur die berühmtesten Namen. Hunderte von Malern machten sich auf, um im Hinterland von Dachau das Ursprüngliche, den Zauber des Einfachen zu entdecken. Sie beobachteten die Bauern bei ihrer harten Feldarbeit und die Torfstecher bei der Gewinnung des kostbaren Brennmaterials. Sie liebten das flimmernde Licht und die einfache Natur und brachten ein bisschen Freizügigkeit aufs Land: die Maler vom Moos.
Das eigentliche Novum dieser neuen Künstlergeneration aber war: Sie malten draußen in der Natur. Die Pleinairmalerei war im Nu von Frankreich nach Osten geschwappt, und das wunderbare Licht und das Flirren der Natur im Moos taten das Übrige. Die Maler gestalteten ihre Werke immer impressionistischer: Sie malten grüne Moosbäche, den Abendnebel und Birkenwälder in wechselndes Licht getaucht und wählten auch sonst gern flüchtige, vorübergehende Motive. Zunehmend lösten sich die Gegenstände in Farbpunkte, Bewegung und Lichtflächen auf.
Anfangs beäugten die Dachauer die zugezogenen Künstler voller Misstrauen. Doch mit der Zeit wich die Skepsis. Einige Maler schafften sogar ihren Einzug in den Magistrat der Stadt. Weit gewöhnungsbedürftiger als die malenden Männer waren für die Dachauer indes die vielen „Malweiber“: Sie trugen breite Hüte und Reformkleider oder gar Hosen, rauchten öffentlich Pfeife und lebten nicht selten in „wilder Ehe“. Sie führten mit ihren männlichen Kollegen das Leben von Bohemiens vor den Türen der Großstadt München. Statt Bars, Tänzer und Cafe-Häuser malten sie nun Kühe, Schafe, Moor und Bäume – nicht selten zahlten sie den Bauern ein Trinkgeld für ihre tierischen Modelle.
In diesem „Klima“ fühlte sich Anna Feldhusen sehr wohl. Sie verlegte ihren Lebensmittelpunkt in die Künstlerkolonie Worpswede. Ihre kleine Wohnung in Dachau behielt sie aber, um jederzeit für einige Wochen nach Dachau zurückkehren zu können.

## Werk

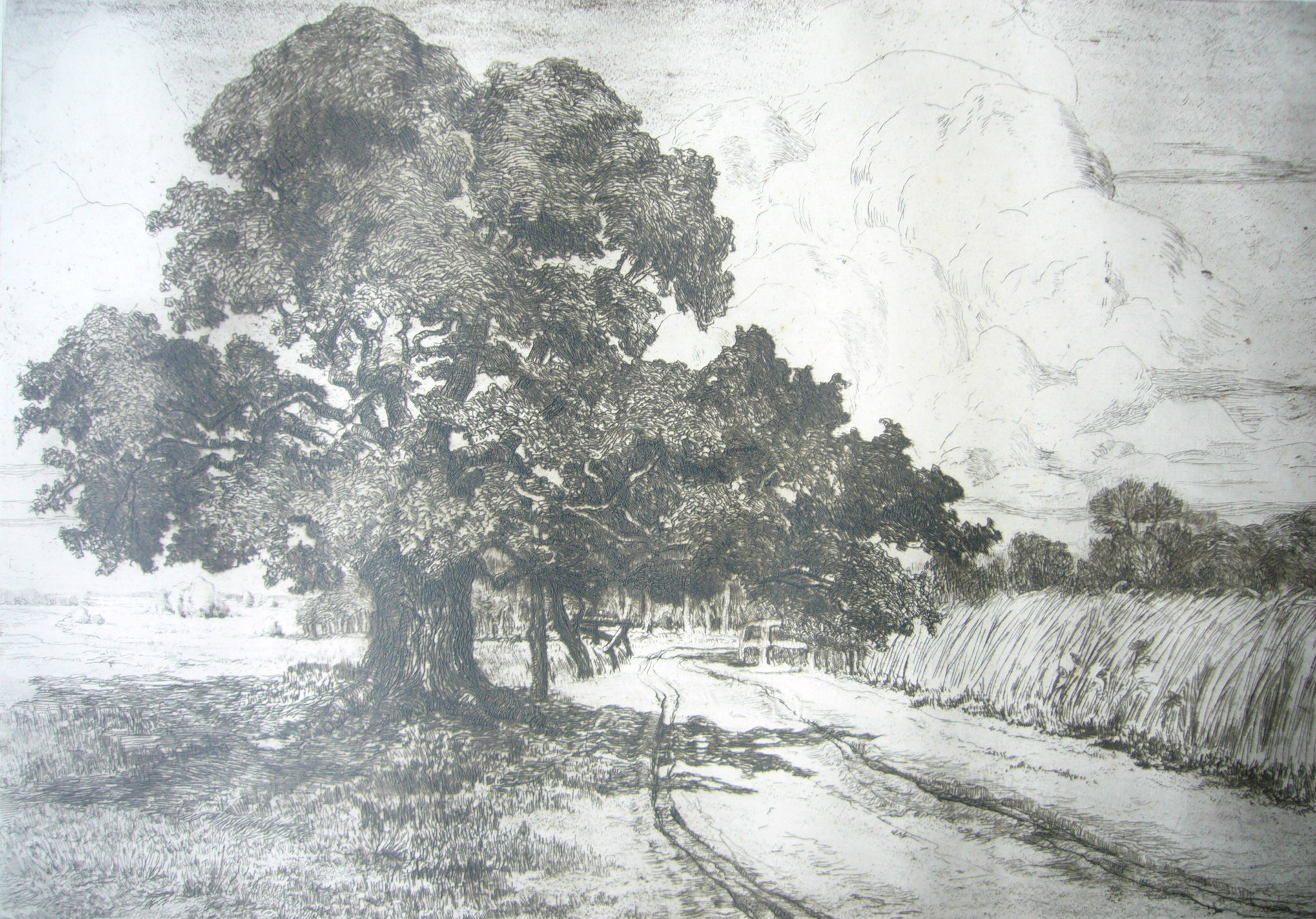
Alte Eiche

Das heute zur Verfügung stehende Werk von Anna Feldhusen besteht aus einem großen graphischen und einem sehr kleinen malerischen Teil. Der grafische Teil setzt sich hauptsächlich aus Bremer Stadtansichten und Landschaften um Worpswede zusammen. Der malerische Teil soll aus Blumenstillleben und Landschaftsbildern, überwiegend mit Moor- und Heidemotiven, in Aquarelltechnik und Öl bestehen. Anna Feldhusen war eine vielseitige Radiererin. Sie nutzte die Möglichkeiten der Technik auf unterschiedliche Weise. Die Stadtansichten, oft begrenzte Ausschnitte aus der Bremer Altstadt, sind präzise Wiedergaben der Situation. Kleinteilig, sehr exakt und gut durchkomponiert, in der Anlage erhalten sie ihre Stimmungsqualität oft erst durch die zusätzlich eingeführte Farbe. Es handelt sich dabei vorrangig um Strichätzungen. Die oft komplementär gesteigerte Farbe wird entweder direkt als Farbradierung im Mehrfarbendruck oder nachträglich mit Aquarellfarben darüber belegt. Zentral bleibt aber immer das grafische Liniengefüge, die Farbe wird lediglich hinzukomponiert. Oft entstanden hierbei von einer Platte unterschiedliche Einfarbendrücke. Dieser Teil ihres Werkes ist durch eine große Sammlung des Focke-Museums gut überliefert.
Für ihre Landschaften in und um Worpswede hat die Grafikerin Anna Feldhusen sich vorrangig einer anderen Technik bedient. Viele der bekannten Bilder sind keine Strichätzung, sondern in Aquatinta ausgeführt. Die Motive sind entsprechend großzügiger und eher linear als flächig angelegt. Sie sind dabei weit weniger detailgetreu. Die Ausdrucksqualität wird nicht durch unterschiedliche Farben, sondern auch durch die samtigen, technikbedingten Schwärzungen erreicht. In diesen stimmungsvollen Blättern schwingt das romantische Erbe Worpswedes mit. Beide, sowohl die Stadtansichten Bremens als auch die Landschaften um Worpswede, werden seit Ende der siebziger Jahre in Bremen auf Auktionen mit zunehmendem Erfolg gehandelt.
Die Ausstellung „Hermine Overbeck-Rohte und Bremer Malerinnen um 1900“ ermöglichte einen ersten Eindruck ihres malerischen Werkes. Sie zeigte aus Privatbesitz zusammengetragene Landschaften und Blumenstillleben.